# Poste frontalier d'Alcan–Beaver Creek
Le poste frontalier d'Alcan–Beaver Creek est un poste-frontière situé entre le territoire canadien du Yukon et l'État américain de l'Alaska le long de la frontière entre le Canada et les États-Unis. Il est traversé par la route de l'Alaska qui a été construite au cours de la Seconde Guerre mondiale afin de relier les États-Unis contigus et l'Alaska. Le côté canadien du poste frontalier est situé à Beaver Creek qui est la communauté située la plus à l'ouest du Canada.
Jusqu'en 1971, les États-Unis effectuaient les contrôles frontaliers à  Tok situé à 140 km de la frontière avant de construire des postes de contrôle frontaliers à Alcan et à Little Gold Creek.
De son côté, le Canada a d'abord effectué les contrôles frontaliers à partir d'une cabane en rondins avant de construire un bâtiment en briques dans les années 1950. Le poste de contrôle canadien actuel, bâti en acier, a été achevé en 1981. Il est situé à 28,6 km de la frontière. Il s'agit du poste frontalier canadien situé le plus loin de la frontière.